# Liopholis inornata
Liopholis inornata — вид сцинкоподібних ящірок родини сцинкових (Scincidae). Ендемік Австралії.

## Поширення і екологія
Liopholis inornata широко поширені у внутрішніх районах Австралії, від західного узбережжя Західної Австралії до півдня Північної Території, південного заходу Квінсленду, північного заходу Вікторії і заходу Нового Південного Уельсу. Вони живуть в пустелях, напівпустелях та на сухих луках. Живляться комахами. Живородні.